# Urbanista
L'urbanista és una persona que s'ocupa de l'urbanisme, és a dir qui planifica els establiments humans per dissenyar una disposició harmoniosa de les ciutats i dels pobles.
Per a la Société française des urbanistes (SFU), la professió d'urbanista és d'institució recent, ja que va néixer i s'ha desenvolupat en el transcurs del segle xx. És una professió moderna, oberta al seu temps i els altres mitjans professionals. És possible exercir-la havent seguit els estudis universitaris adients. No és, contràriament a altres, protegida per un dispositiu corporativista, limitant-la per la creació d'un ordre professional o numerus clausus.